# 宅間久善
宅間久善（たくま ひさよし、1953年8月18日 - ）は、日本のマリンバ、パーカッション奏者。
同じくミュージシャンの宅間善之（1979年生）、宅間政彰は息子である。

## 経歴
4歳の頃より工藤昭二に師事し、マリンバを習い始める。
5歳でNHKの『私の秘密』でデビューし「天才・宅間木琴兄弟」として、民放各局に多数出演していたこともある。
武蔵野音楽大学在学中は高橋美智子に師事。
大学卒業（首席）後、すぐにさだまさしのバックバンドグループに参加。さだまさしがソロになった第1回目のコンサート（1976年）以降3000回以上のステージを共にした。
2011年4月、さだまさしのサポートミュージシャンとしての活動を「予感+」ツアー終了をもって離れ、同じくさだのサポートミュージシャンである石川鷹彦とツアー活動を1年間限定で開始した。
2018年大阪フェスティバルホールのオープン記念興行のさだまさしコンサートにゲスト参加し、7年ぶりにバックミュージシャンとして2曲を演奏した。

## さだまさしとのエピソード
- 武蔵野音楽大学の学園祭にグレープ（さだまさしと吉田政美のフォークデュオ）を呼んだ際の実行委員長だった。
- さだまさしとは仲が良く、よくさだまさしのコンサートツアーで、ネタにされることが多い。特に漢字ネタは多い。
  - 「乳母車（うばぐるま）を、にゅうばしゃ」と読んだ
  - 「山形新聞（やまがた・しんぶん）を、さんけい・しんぶん」と読んだ
  - 「最上牛（さいじょう・ぎゅう）を、もがみ・ぎゅう」と読んだ
  - 『ハワイでオートロックのホテルに宿泊した際、鍵を部屋に入れたまま、ドアを閉めてしまい「ミー・アウト・キー・イン・ドアガッチャン・プリーズオープン」という新しい英語を作った』
  - 誕生日が8月18日について『「パー・イッパー」と覚えてください』等

さだまさしコンサートでずっとステージを共にしているので、さだまさしのコンサートでの人気はバックメンバーの中でも一番である。

## ディスコグラフィ
1. My Funny Memories（1996年）
2. Cosmic Rain（1998年）
3. ディア・フレンズ（2005年）
4. 宅間久善 ライブDVD「マリンバ絶驚」

## 著書
- 「俺のマリンバ聴いてみろ」（蒼洋社、1987年）ISBN 4915628280
- CD BOOK「俺のマリンバ聴いてみてくれない?」（ANY、2006年10月27日）ISBN 4903478211